# Montenegro op de Olympische Winterspelen 2018
Montenegro was een van de deelnemende landen aan de Olympische Winterspelen 2018 in Pyeongchang, Zuid-Korea.
Bij de derde deelname van het land aan de Winterspelen werd voor de derde keer deelgenomen in het alpineskiën en voor het eerst in langlaufen, de tweede olympische sportdiscipline waarin namens Montenegro werd deelgenomen. Van de drie debuterende deelnemers was Jelena Vujičić  de vlaggendrager bij de openingsceremonie.

## Deelnemers en resultaten
(m) = mannen, (v) = vrouwen 

### Alpineskiën
| Olympiër        | Onderdeel        | Resultaat | Prestatie                                                            |
| --------------- | ---------------- | --------- | -------------------------------------------------------------------- |
| Eldar Salihović | reuzenslalom (m) | 64e       | 1e run: 1.20,51 (71e) 2e run: 1.20,72 (64e) totaal: 2.41,23 (+23,19) |
| Eldar Salihović | slalom (m)       | DNF       | 1e run: niet gefinisht                                               |
|                 |                  |           |                                                                      |
| Jelena Vujičić  | reuzenslalom (v) | 58e       | 1e run: 1.30,53 (66e) 2e run: 1.28,12 (58e) totaal: 2.58,65 (+38,63) |
| Jelena Vujičić  | slalom (v)       | DNF       | 1e run: niet gefinisht                                               |

### Langlaufen
| Olympiër         | Onderdeel             | Resultaat | Prestatie          |
| ---------------- | --------------------- | --------- | ------------------ |
| Marija Bulatović | 10 km vrije stijl (v) | 88e       | 35.24,0 (+10.23,5) |